# Du Bin

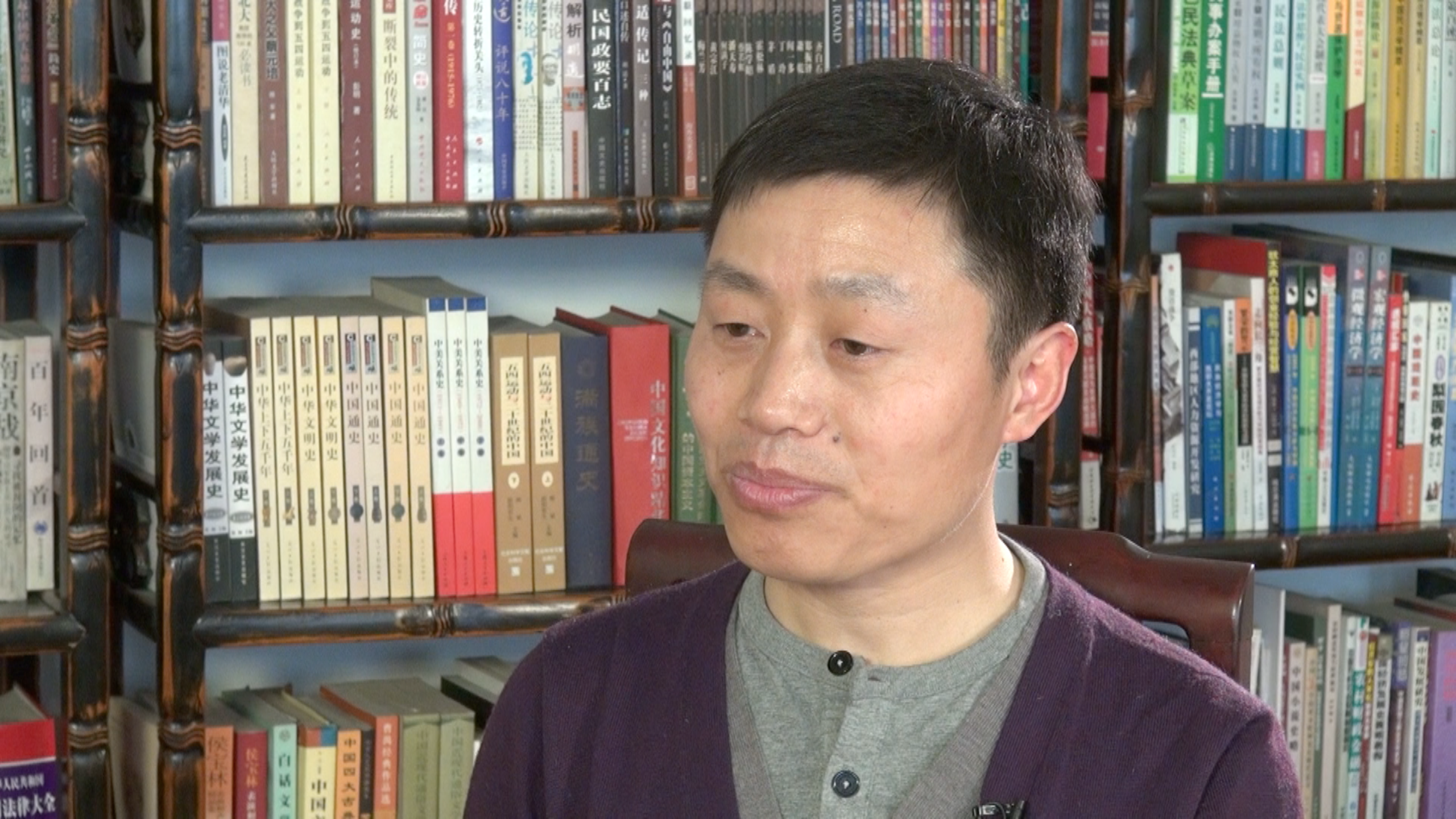
Du Bin

Du Bin (chinesisch 杜斌, Pinyin Dù Bīn; * 1972) ist ein chinesischer Journalist, Fotograf, und Dokumentarfilmer.

## Leben und Wirken
Du Bin stammt ursprünglich aus Tancheng, Shandong und lebt in Peking. Nach autodidaktischer Ausbildung arbeitete Du seit 2011 als freier Fotograf für The New York Times und belieferte auch den International Herald Tribune, das Time Magazine und The Guardian.

### Bekannte Werke
Du schrieb die erste Biografie über den Künstler Ai Weiwei, genannt Gott Ai (艾神).
2013 veröffentlichte er Above the Ghosts' Head: The Women of Masanjia Labour Camp (小鬼頭上的女人), eine Dokumentation über Folterpraktiken im chinesischen Arbeitslager Masanjia. Der Film wurde in der Volksrepublik China verboten, wurde aber zumindest in Hongkong und Taiwan gezeigt und später online zugänglich gemacht.
Des Weiteren veröffentlichte er ein 600-seitiges Buch über das Tian’anmen-Massaker (天安門屠殺). Das Buch, das eine Reihe bereits veröffentlichter Berichte über den Tian’anmen-Vorfall versammelt, erschien Ende Mai bei Mirror Books.

### Haft
Am 1. Juni 2013, bald nach Veröffentlichung des Buches und des Films zu Masanjia, wurde Du Bin in Peking von Geheimpolizisten festgenommen. Freunde sagen, sie hätten bei ihm zu Hause zwei nicht unterschriebene Polizeiverfügungen „wegen Störung der öffentlichen Ordnung“ vorgefunden. Nach chinesischem Verwaltungsrecht kann die Polizei ihn bis zu 15 Tage festhalten; danach muss er entweder freigelassen, in ein Umerziehungslager geschickt oder offiziell angeklagt werden. Am 18. Juni wurde Du immer noch in der Haftanstalt des Fengtai-Distrikts festgehalten; seine Schwester sagt, die Familie sei bis heute nicht formal über die Haft informiert worden. Amnesty International und Reporter ohne Grenzen fordern seine Freilassung.

## Bücher
- Petitioners: Living Fossils Who Survived China's Rule of Law. (上訪者: 中國以法治國下倖存的活化石). 2007, ISBN 978-9628958337.
- Shanghai Calvary. (上海 骷髅地). 2010, ISBN 978-9868616004.
- Beijing's Ghosts. (北京的鬼). 2010, ISBN 9629381052.
- Toothbrush. (牙刷: 紅色星球上人類最後的進化). 2011, ISBN 978-9866216985.
- Chairman Mao's Purgatory. (毛主席的煉獄). 2011, ISBN 978-1-935981-19-0.
- God Ai (艾神). 2012, ISBN 978-9881644213.
- Mao Zedong's Regime of Human Flesh. (毛澤東的人肉政權). 2013, ISBN 978-1-935981-82-4.
- Tiananmen Square Massacre. (天安門屠殺). 2013, ISBN 978-1-940004-05-1.